# Апуански планини
Апуанските планини или Апуански Алпи (на италиански: Alpi Apuane) са планински масив, разположени на северозападната част на Тоскана в северната част на планината Апенини. Границите на масива са реките Магра (на северозапад), Серкио (на югоизход), Апуанското крайбрежие и Версилия на югозапад и с района Луниджана на север. Името им произлиза от старо местно племе – апуани.

## География
Апуанските планини се намират в провинция Маса и Карара и Лука; най-южната част на масива достига до общината Векиано, в провинция Пиза. Реката Серкио е южна границата между тях и Пизанската планина. Половината апуанска територия е регионален природен резерват. Апуанските алпи са най-важната характеристика на пейзажа на района Гарфаняна. Дължина от северозапад на югоизток около 50 km, ширна до 20 km.
Те са планински масив с различен орогенезис от този на Апенинските планини, с най-висок връх – планина Пизанино (1946 м). Геоложки са се образували през средния триас от стари морски дъна, повдигнати от сеизмични движения. Имат кристална структура и са изградени основно от шисти, доломити, варовици и мрамор. Световноизвестен е т.нар. карарски мрамор по името на близкия град Карара, който е бил използван много за строителство в миналото. Склоновете са стръмни с дълбоко всечени в тях речни долини, а върховете представляват заострени гребени. Ниските части на склоновете са покрити със субтропични гори и храсти.

### Хидрография
Реките не са дълги, заради близостта на планините до морето.

#### Най-важни реки
- Версилия, 24 км;
- Серкио ди Грамолацо, приток на реката Серкио, 16 км;
- Карионе, река на Карара;
- Аулела, приток на реката Магра;
- Фриджидо, река на Маса, 15 км;
- Едрон, от езерото Вали, 15 км;

## Най-важни планини
- Пизанино (1946 м), най-висок връх
- Тамбура (1891 м)
- Кавало (1888 м)
- Пания дела Кроче (1858 м)
- Грондиличе (1808 м)
- Контрарио (1788 м)
- Пицо д'Учело (1781 м)
- Сумбра (1765 м)
- Сагро (1749 м), над град Карара.
- Села (1736 м)
- Алто ди Села (1723 м)
- Пицо деле Саете (1720 м)
- Рокандажия (1717 м)
- Фиока (1709 м)
- Пания сека (1709 м)
- Коркия (1676 м)
- Алтисимо (1589 м)
- Мачина (1560 м)

## Фотографии
- Планина Алтисимо от Поци
- Планина Пизанино от планината Тамбура
- Северна част на планина Пицо д'Учело
- Планина Сагро от север
- Планина Пания дела Кроче от запад
- Планина Алтисимо със сняг
- Планина Тамбура със сняг
- Планина Пания дела Кроче от село Воленьо
- Масив Пания
- Апуанските планини
- Апуанските планини от Марина ди Пиетрасанта